# The Man in the Moone
The Man in the Moone (cu sensul de Omul din Lună) este o carte a episcopului anglican Francis Godwin (1562–1633), care descrie o „călătorie de descoperiri utopice”. Considerată mult timp a fi una dintre lucrările sale timpurii, acum se crede că a fost scrisă la sfârșitul anilor 1620. A fost publicată pentru prima dată postum în 1638 sub pseudonimul Domingo Gonsales. Lucrarea se remarcă prin rolul său în ceea ce a fost numit „noua astronomie”, ramura astronomiei influențată în special de Nicolaus Copernic. Deși Copernic este singurul astronom menționat pe nume, cartea se bazează și pe teoriile lui Johannes Kepler și William Gilbert. Teoriile astronomice ale lui Godwin au fost foarte mult influențate de Sidereus Nuncius (Anunțul stelar) (1610) al lui Galileo Galilei, dar spre deosebire de Galileo, Godwin propune că petele întunecate de pe Lună sunt mări, una dintre multele paralele cu romanul lui Kepler din 1634, Somnul (Somnium sive opus posthumum de astronomia lunari).
Gonsales este un spaniol forțat să fugă din țară după ce a ucis un bărbat într-un duel. După ce a făcut avere în Indiile de Est, el decide să se întoarcă în Spania, dar se îmbolnăvește în călătoria spre casă și pleacă pe insula Sf. Elena pentru a se recupera. Acolo descoperă gansa, o specie de lebădă sălbatică capabilă să suporte încărcături substanțiale, și creează un dispozitiv care îi permite să strângă multe dintre ele împreună și să zboare în jurul insulei. Odată recuperat complet, Gonsales își reia călătoria spre casă, dar nava sa este atacată de o flotă englezească în largul coastei Tenerife. Își folosește mașina zburătoare pentru a scăpa la țărm, dar odată aterizat în siguranță, este abordat de nativi ostili și este forțat să decoleze din nou. De data aceasta păsările lui zboară din ce în ce mai sus, spre Lună, la care ajung după o călătorie de douăsprezece zile. Acolo Gonsales îi întâlnește pe Lunari, un popor creștin, înalt, care locuiește în ceea ce pare a fi un paradis utopic. După șase luni de viață printre ei, lui Gonsales i se face dor de casă și, îngrijorat de starea păsărilor sale, pornește să se întoarcă pe Pământ. Aterizează în China, unde este imediat arestat ca magician, dar după ce a învățat limba reușește să câștige încrederea mandarinului local. Povestea se termină cu întâlnirea lui Gonsales cu un grup de misionari iezuiți, care aranjează ca o relatare scrisă a aventurilor sale să fie trimisă înapoi în Spania.
Unii critici consideră Omul din Lună, împreună cu Somnium de Kepler, ca una dintre primele lucrări științifico-fantastice. Cartea a fost binecunoscută în secolul al XVII-lea și chiar a inspirat parodii de Cyrano de Bergerac (Statele Lunii) și Aphra Behn⁠(d), dar a fost neglijată în istoria criticii. Studiile recente s-au concentrat pe teoriile lui Godwin despre limbaj, mecanica călătoriei lunare și poziția și simpatiile sale religioase, așa cum reies din carte.

### Citate
1. 1 2 3 4  OCLC, accesat în 20 iunie 2016
2. ↑  
Hutton, Sarah (2005), „The Man in the Moone and the New Astronomy: Godwin, Gilbert, Kepler” (PDF), Études Épistémè, 7: 3–13, arhivat din original (PDF) la 26 august 2011
3. ↑  Poole (2009), pp. 13–14.
4. ↑  Poole (2009), pp. 14–15.
5. ↑  Poole (2010).